# Cleora keravatensis
Cleora keravatensis là một loài bướm đêm trong họ Geometridae.